# Maurice Cognacq
Maurice Charles Cognacq (* 2. Mai 1870 in Cayenne; † 1949) war ein französischer Arzt und Kolonialbeamter. Von 1921 bis 1926 war er Gouverneur von Cochinchina, wobei seine Amtszeit als Tiefpunkt in der Geschichte der Kolonie gilt.

## Leben

### Karriere als Arzt
Cognacq entstammte einer französischen Siedlerfamilie aus Guyana beziehungsweise Guadeloupe in der Karibik. Er trat dem Sanitätsdienst der französischen Marine bei und studierte ab November 1889 an der Medizinschule der Marine in Bordeaux. Im November 1893 schloss er seine Doktorarbeit zum augenheilkundlichen Thema „De la sensibilite colorée“ ab. Im Anschluss wurde er als Militärarzt der Kolonialtruppe zugeteilt und nach Französisch-Indochina entsandt, wo er (mit einer Unterbrechung) bis 1900 blieb und sich klimabedingt auf Tropenkrankheiten spezialisierte. 
In den Jahren 1900 bis 1902 war er an der Niederschlagung des chinesischen Boxeraufstandes beteiligt. In Peking lernte er den französischen Botschafter Paul Beau kennen; als dieser kurz darauf zum Generalgouverneur von Indochina ernannt wurde, folgte ihm Cognacq dorthin zurück.
In Indochina gelang ihm dank guter Kontakte ein schneller beruflicher Aufstieg. Ab Oktober 1904 war er Direktor der École de Médecine de l’Indochine in Hanoi. Während dieser Zeit setzte er sich für den Ausbau der Bergstation Dalat ein, die aus seiner Sicht aufgrund der angenehmen klimatischen Bedingungen den idealen Garnisonstandort darstellte.

### Aufstieg zum Gouverneur von Cochinchina
Unter dem liberalen Generalgouverneur Albert Sarraut (1911–1914 und 1917–1919) erhielt Cognacq die Verantwortung über den sekundären Bildungsbereich Indochinas. Im Jahr 1920 wurde er Leiter des kolonialen Bildungswesens mit Sitz in Saigon. Wenig später kam es zu Schülerprotesten am Collège Chasseloup-Laubat, die er brutal niederschlagen ließ.
Obwohl er fachlich als wenig geeignet galt, wurde Cognacq Ende 1921 als Nachfolger von Le Gallen zum Gouverneur der Kolonie Cochinchina (dem südlichsten Teil Indochinas) ernannt. Seine Ernennung verdankte er dabei hauptsächlich seiner Freundschaft mit dem konservativen Politiker Ernest Outrey, der die Kolonie in der französischen Nationalversammlung repräsentierte. Bei der Wahl im Kolonialrat erhielt Cognacq auch die Stimmen der vietnamesischen Konstitutionalisten, da diese von einem ehemaligen Mitarbeiter Sarrauts eine Fortführung von dessen liberaler Politik erwarteten.
Nachdem sein liberaler Vorgesetzter, Generalgouverneur Maurice Long, im Jahr 1922 sterbenskrank durch den konservativen Martial Merlin ersetzt wurde, zeigte sich allerdings Cognacqs tatsächliche Einstellung: Er begann ultrakonservative und rassistische Positionen zu vertreten, wofür er einige Unterstützung von den häufig rechts eingestellten französischen Siedlern erhielt. In seinem Umfeld erlangten Personen mit zwielichtiger Vergangenheit großen Einfluss. Als „graue Eminenz“ gilt hier insbesondere der ehemalige Résident André Darles, der durch seine sadistische Behandlung der vietnamesischen Bevölkerung im Jahr 1917 den Thái-Nguyên-Aufstand ausgelöst hatte und dafür aus dem Staatsdienst entlassen worden war. Cognacq machte ihn zum Polizeichef von Saigon; bald darauf standen Schläger aus der Unterwelt auf der Gehaltsliste der Kolonialverwaltung. Ein weiterer wichtiger Unterstützer wurde der Métis Henry Chavigny de la Chevrotière – ein ehemaliger Polizeispitzel und verurteilter Erpresser –, der in Zusammenarbeit mit Ernest Outrey die ultrakonservative populistische Zeitung L’Impartial herausgab. Durch Zusammenarbeit mit korrupten Unternehmern und Günstlingswirtschaft dominierte die Cognacq-Clique bald auch die Saigoner Handels- und Landwirtschaftskammer und beherrschte so die gesamte Wirtschaft der Kolonie. Interne Kritiker in Verwaltung und Wirtschaft wurden durch eine Mischung aus Drohungen und Vorteilsgewährung ruhiggestellt. Innerhalb der Grenzen der Kolonie besaß Cognacq schließlich die Machtfülle eines Herrschers und inszenierte sich ähnlich pompös.
Die Vietnamesen sah Cognacq als Angehörige einer rückständigen Rasse an, die keine höhere Bildung erhalten sollten. In gebildeten Vietnamesen sah er primär kommunistische Agenten. So erklärte er gegenüber dem jungen Reformaktivisten Nguyễn An Ninh: „In diesem Land brauchen wir keine Intellektuellen! Das Land ist zu primitiv. Wenn du ein Intellektueller werden willst, geh nach Moskau.“ Vietnamesen, die dennoch eine höhere Schule besuchen oder ein Amt erlangen wollten, mussten Bestechungsgelder zahlen – gerne auch in Form von Antiquitäten, die Cognacq sammelte.

### Widerstand gegen Cognacq
Die autoritäre und korrupte Herrschaft führte zu einem Schulterschluss der linken und liberalen französischen Kolonialpresse mit vietnamesischen Aktivisten aller politischer Lager. Junge gebildete Vietnamesen wie Nguyễn An Ninh (La Cloche fêlée) und Trần Huy Liệu (Đông Pháp thời báo) wurden als Zeitungsherausgeber aktiv; etablierte Verleger wie Nguyễn Phan Long (L’Écho Annamite) und Bùi Quang Chiêu (La Tribune Indigène) schlugen radikalere Töne an. Ein größeres Problem als die Vietnamesen, die sich mit Zensur und Festnahmen in Schach halten ließen, stellte die französische Presse vor Ort dar: Die Journalisten André Malraux, Paul Monin und Eugène Dejean de la Bâtie, die bei der Zeitung L’Indochine zusammenarbeiteten, entwickelten sich zu den hartnäckigsten Kritikern des Kolonialregimes. Cognacq erhielt von ihnen den Spottnamen „Monsieur Je-Menotte“ (sinngemäß „Herr Handschellen-Anleger“). Da dieser nur eingeschränkt gegen französische Staatsbürger vorgehen konnte, schüchterte er stattdessen die Betreiber der Druckerei ein. Der Höhepunkt dieser Auseinandersetzung stellte das sogenannte Candelier-Projekt dar: Die Cognacq-Administration versuchte dabei, sämtliche Hafenanlagen der Kolonie für fünfzehn Jahre an ein französisches Finanzkonsortium zu verpachten. Dieses Konsortium hätte dadurch ein faktisches Handelsmonopol über ganz Cochinchina erhalten. Das Projekt wurde zunächst im von Cognacq-Anhängern dominierten Kolonialrat abgesegnet. Paul Monin – finanziell unterstützt von den chinesischen Unternehmern Saigons, die am schlimmsten vom Monopol betroffen gewesen wären – ging jedoch nach Paris und brachte das französische Parlament durch Lobbyarbeit im März 1924 dazu, die Entscheidung des Kolonialrats aufzuheben.
Im Jahr 1925 brachen weitere Proteste aus, nachdem Phan Bội Châu, einer der Begründer der vietnamesischen Nationalbewegung, von französischen Agenten aus China verschleppt und zu lebenslanger Haft bei harter Arbeit verurteilt wurde. Die Proteste eskalierten 1926 weiter, als Phan Châu Trinh, der andere große Vordenker des vietnamesischen Nationalismus, in Saigon starb und die Kolonialbehörden öffentliche Trauerfeiern zu verbieten versuchten. Es kam nun zu Massenprotesten der städtischen Jugend, die sich als Jeune-Annam-Bewegung organisierte. 
Der neue liberale Generalgouverneur Alexandre Varenne, der Ende 1925 Merlin abgelöst hatte, bemühte sich um die Beruhigung der Lage. Er ließ Cognacq 1926 wegen Fehlverhaltens absetzen und nach Frankreich zurückschicken. Neuer Gouverneur in Saigon wurde nach einer Interimsphase unter Le Fol Ende Dezember 1926 Paul Blanchard de la Brosse. Auch Cognacqs Gegner Malraux wurde die Heimkehr ins Mutterland dringend nahegelegt, er verließ folglich ebenfalls die Kolonie. Phan Bội Châus Strafe wurde in Hausarrest umgewandelt. Beteiligte der Jugendproteste wurden von ihren Schulen ausgeschlossen, einige wenige Führungspersonen verhaftet. Durch eine umfangreiche Förderung des vietnamesischen Gesundheits- und Bildungswesens und kleinere politische Reformen versuchte Varenne schließlich, das Ansehen der Kolonialführung wiederherzustellen, was ihm die Feindschaft der französischen Siedler einbrachte.

### Späteres Leben und Tod
In Frankreich erlangte Cognacq angesichts seines ruinierten Rufes keine wichtigen Positionen mehr. Er starb 1949 und wurde auf dem Friedhof Saint-Ouen bei Paris beerdigt. Sein Grab, das er sich mit dem Komponisten Léo Pouget teilt, liegt im dritten Abschnitt des alten Teils des Friedhofs.

### Auszeichnungen
Als aufstrebender Arzt und Kolonialverwalter hatte Maurice Cognacq zahlreiche Auszeichnungen erhalten. Er war Ritter der Ehrenlegion, Officier de l’Instruction publique und Träger des Ordre du Mérite agricole.
Die Vogelkundler Delacour und Jabouille hatten ihm zu Ehren 1924 eine Unterart des Grünfuß-Waldrebhuhns Arborophila chloropus cognacqi benannt.